# 藤子・F・不二雄
藤子・F・不二雄（ふじこ エフ ふじお、1933年〈昭和8年〉12月1日 - 1996年〈平成8年〉9月23日）は、日本の漫画家。富山県高岡市定塚町出身。富山県立高岡工芸高等学校電気科卒業。本名は藤本 弘（ふじもと ひろし）。数多くの作品を発表し、児童漫画の新時代を築き、第一人者となる。独立を発表した1987年までは安孫子 素雄（独立後は藤子不二雄Ⓐ）とともに藤子不二雄として活動した。代表作は『オバケのQ太郎』（合作）、『ドラえもん』、『パーマン』（旧作は合作）、『キテレツ大百科』、『SF短編』シリーズである。「F」とは「藤本（フジモト）」の頭文字を意味する。死後、作品の著作権管理は生前に活動拠点としていた藤子・F・不二雄プロが担当している。

## 来歴

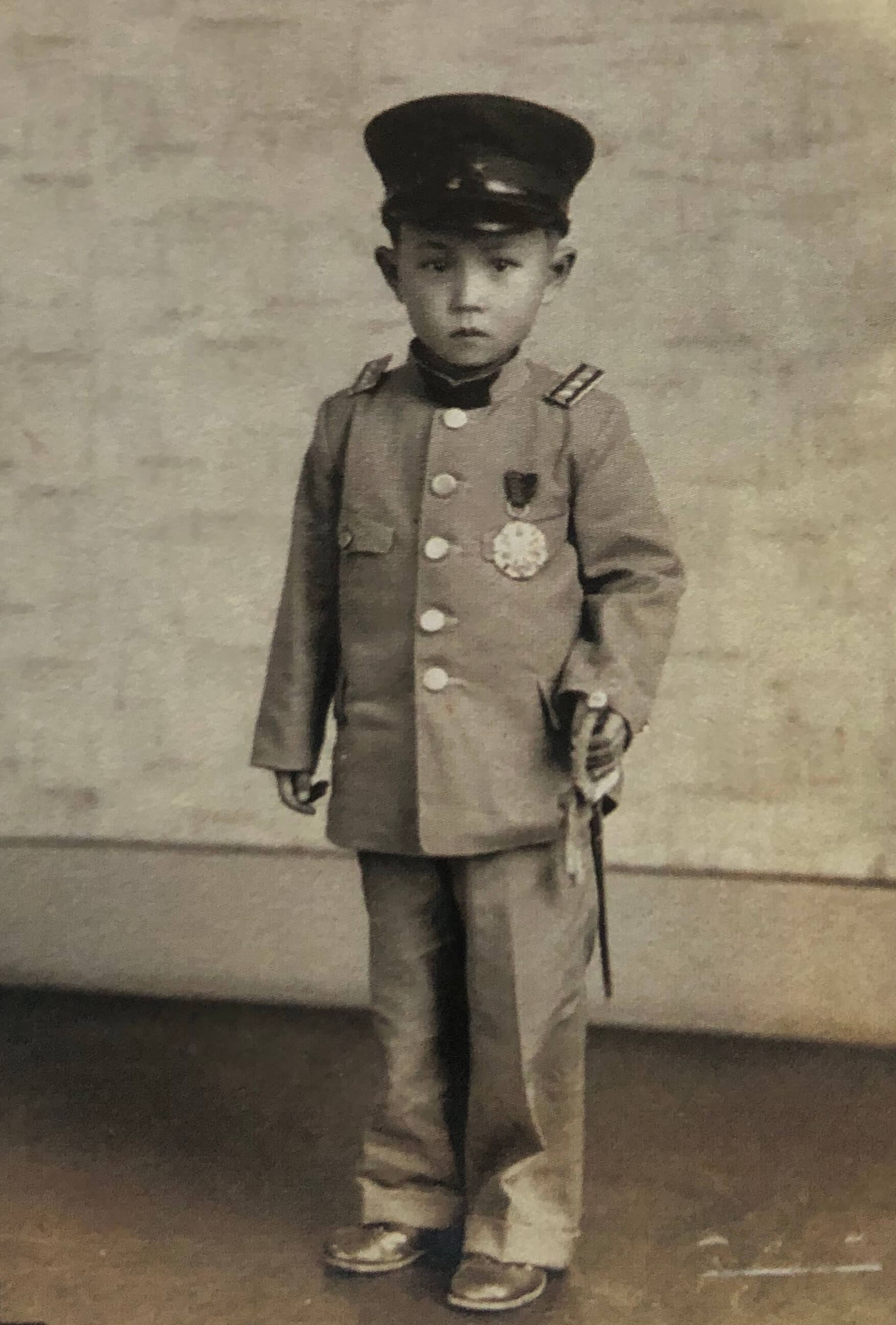
幼年時代の藤本弘

元士族の藤本家（本家）の一人息子として育つ。同居していた祖父は酒好きで大らかな性格。祖母はしっかり者の性格。本人の話によると、大人しくて真面目で体も弱かった幼少期の藤本は、小学校で壮絶ないじめに遭い、番長格の少年から似顔絵を評価されるまで抜け出せなかった。その頃に抱いた気持ちが漫画作品にも反映されているという（『まんが道』にも描写がある）。また、阪東妻三郎などの似顔絵もこの頃描いていた。
1944年（昭和19年）に安孫子素雄と出会う。1950年3月16日、高校1年の時に父（儀男）が死去。それから上京までの4年余りは母子家庭の境遇で過ごすこととなる。
1951年（昭和26年）、安孫子とともに『毎日小学生新聞』に投稿した『天使の玉ちゃん』が採用され、高校3年生（藤本は18歳、安孫子は17歳）にして漫画家デビューを果たす。高校卒業後、製菓会社に就職するが、数日で退社した。自宅で依頼原稿と投稿原稿の執筆に専念し（夜や休日は新聞社で働いていた安孫子と共に執筆）、年内に雑誌デビューを果たす。翌1953年には初の単行本を出版。同時期に掲載された雑誌の読切で初めて「藤子不二雄」のペンネームを使用。渋る安孫子を無理やり誘って1954年に2人で上京し、プロ漫画家として本格的に活動を始めた。
2人は博学博識で、そこから生まれるユニークかつユーモア溢れるアイデアは数えきれず、低年齢の子供向け作品を中心として、『オバケのQ太郎』（合作）、『パーマン』（旧作は合作）、『ドラえもん』（藤本単独作）などの国民的な大ヒット作をいくつも生み出した（2人のコンビとしての活動の詳細については、藤子不二雄#来歴を参照）。
1987年（昭和62年）末に独立を発表し、1988年にペンネームを藤子不二雄Ⓕに変更。1989年からは藤子・F・不二雄に改名し、「大長編ドラえもん」を中心に執筆活動を続けた。
藤本と安孫子は共に幅広いジャンルで活躍。2人共1990年代まで一貫して児童漫画を描き続けたが、1970年代にダークな作風を最も生かして大人漫画や少年漫画を多数長期連載した安孫子に対し、藤本は大人向けの短編作品などを時おり手がけながらも『ドラえもん』を中心とした子供向け作品をメインに漫画の執筆を続けた。子供向け作品を手がけるその手腕のあざやかさは、「子供たちの夢と願望を心にくいばかりに視覚化する」と極めて高い評価を得た。
1996年（平成8年）9月23日に62歳で死去。

## 年譜
- 1933年（昭和8年）12月1日（金）：誕生。高岡市桐木（きりのき）町桜馬場通りに面した家屋にて[11]。
- 1934年（昭和9年）：桐木町中通りの住居にて暮らす[11]。
- 1938年（昭和13年）：定塚町4丁目西通りに転居[11]。
- 1940年（昭和15年）3月：長野県上田市に転居[11]。
  - 4月：上田小学校 入学（6歳）[11]。
- 1941年（昭和16年）：定塚町4丁目西通りに再転居[11]。
- 1943年（昭和18年）：国民学校初等科4年の時に肋膜炎で1年近く学校を休む[12]。
- 1944年（昭和19年）6月：国民学校初等科5年の時に安孫子と出会う。
  - 安孫子と出会ってからの2人共通の年譜は藤子不二雄#年譜を参照。

### 独立後
- 1996年（平成8年）9月20日（金）：自宅の仕事部屋にて、『ドラえもん のび太のねじ巻き都市冒険記』を執筆中に鉛筆を持ったまま意識を失う。
- 1996年（平成8年）9月23日（月）：肝不全のため慶應義塾大学病院で死去。62歳没。

### 没後
- 2000年（平成12年）：小学館が12,903部限定生産の「F's complete works 藤子・F・不二雄複製原画集」を発売。
- 2006年（平成18年）：「藤子・F・不二雄ミュージアム」設立正式発表（川崎市多摩区に住んでいたため生田緑地内に建設。博物館）。
- 2008年（平成20年）12月：博物館の建設地が、川崎市多摩区長尾2丁目・小田急向ヶ丘遊園ボウル周辺に決定。
- 2009年（平成21年）：『藤子・F・不二雄大全集』の発売が発表（小学館特設サイトにて）。大全集は、同年7月より刊行が始まり、2014年（平成26年）までに全115巻が刊行された。同時に、藤子・F・不二雄作品のキャラクターをメディアミックス展開させる「Fプロジェクト」の立ち上げが発表された。
- 2011年（平成23年）9月3日：藤子・F・不二雄ミュージアム開業（ドラえもんの誕生日）。
- 2015年（平成27年）12月1日：「藤子・F・不二雄ふるさとギャラリー」開設（高岡市美術館2階）。
- 2016年（平成28年）4月9日：定塚ギャラリー開館（高岡市定塚町の旧宅跡に地元有志が顕彰施設として開館）。
- 2017年　(平成29年)1月17日：『中年スーパーマン左江内氏』を原作とし『スーパーサラリーマン左江内氏』としてドラマ化。
- 2021年（令和3年）4月7日：藤子・F・不二雄初となる画集である『THE GENGA ART OF DORAEMON ドラえもん拡大原画美術館』が刊行。また9月3日には『藤子・F・不二雄大全集』電子書籍版 刊行開始（藤子・F・不二雄ミュージアム開館10周年記念）。
- 2023年　(令和5年)：『藤子・F・不二雄SF短編コンプリートワークス』が通常版、豪華愛蔵版ともに全10巻刊行され、同作品のうち10作品がNHKにて「藤子・F・不二雄SF短編ドラマ」として映像化された。12月1日には『未来の想い出』の愛蔵版が発売される（藤子・F・不二雄生誕90周年記念）。
- 2024年（令和6年）：代表作の一つである『T・Pぼん』がNetflixにてアニメシリーズ化される。また同作品の単行本の新装版も発売される。藤子・Fの作品が3話以上のアニメシリーズとして新たに作られるのは没後初となる。また『藤子・F・不二雄SF短編ドラマ』シーズン2が放送される。

## 受賞歴
受賞、受章など。独立前（1987年以前）は藤子不二雄#受賞歴を参照。
| # | 西暦   | 和暦     | 賞の名前                                        | 受賞対象                                          | 備考                                                                                |
| - | ------ | -------- | ----------------------------------------------- | ------------------------------------------------- | ----------------------------------------------------------------------------------- |
| 1 | 1989年 | 平成元年 | 第7回 ゴールデングロス賞 ゴールデングロス特別賞 | 藤子・F・不二雄                                   | 1989、1990〜1994年に映画『ドラえもん』などでも受賞                                  |
| 2 | 1989年 | 平成元年 | 第34回 映画の日 感謝状                          | 藤子・F・不二雄                                   | [ 14 ]                                                                              |
| 3 | 1994年 | 平成6年  | 第23回 日本漫画家協会賞 文部大臣賞              | 『ドラえもん』                                    |                                                                                     |
| 4 | 1995年 | 平成7年  | 第15回 藤本賞・奨励賞                           | 藤子・F・不二雄（映画『ドラえもん』シリーズ製作） | 藤本賞は映画の賞なので、受賞対象は「映画ドラえもんシリーズを作った藤子・F・不二雄」 |

没後
| # | 西暦   | 和暦    | 月日    | 賞の名前                                             | 受賞対象        | 備考                                           |
| - | ------ | ------- | ------- | ---------------------------------------------------- | --------------- | ---------------------------------------------- |
| 5 | 1996年 | 平成8年 |         | 第14回 ゴールデングロス賞 ゴールデングロス特別感謝賞 | 藤子・F・不二雄 | 1997年以降も映画『ドラえもん』などで複数回受賞 |
| 6 | 1996年 | 平成8年 |         | 第41回 映画の日 特別功労章                           | 藤子・F・不二雄 | [ 14 ]                                         |
| 7 | 1996年 | 平成8年 |         | アニメーション神戸'96読売賞                          | 藤子・F・不二雄 | [ 注 5 ] [ 16 ] [ 17 ]                         |
| 8 | 1997年 | 平成9年 | 6月11日 | 第1回 手塚治虫文化賞 マンガ大賞                      | 『ドラえもん』  |                                                |

## 人物

### 創作に対する姿勢や嗜好
愛用していた鉛筆は三菱ユニのB、ペン先はゼブラのかぶらペン。整理された画面構成を好み、不必要な線が入りすぎることを嫌った。作品を単行本化する際、加筆修正、削除を行い、より完成度を高めるようにしている。
第二次世界大戦中に小学校時代を過ごした世代であり、第二次大戦終結（1945年9月2日）当時は国民学校（現・小学校）6年生であった。したがって、兵器、軍事、クーデター、革命などに関する作品も多くある。兵器に関しては子供が憧れる格好いいものと描いている描写（スネ夫のセリフなど）があるが、戦争自体への考えは世代に関係なく一貫して虚しいもの、恐るべきもの、愚かしい行為として描いている。また、『ドラえもん』初期には、第二次世界大戦に関するエピソードがいくつか見受けられる（疎開先での児童生活の辛さを描いた『白ゆりのような女の子』、上野動物園での動物の殺処分について触れた『ぞうとおじさん』など）。1979年発表『T・Pぼん「戦場の美少女」』では主人公たちが特攻隊員に歴史干渉をしている。1980年発表の短編『超兵器ガ壱号』では、第二次世界大戦に日本が勝利する世界を描いている。
『ドラえもん』など、SF色（特にタイムトラベルを描いた内容）の強い作品の多さなどからわかる通り、SFに対しての関心も強かった。SF短編などには、名作SFからの影響や引用が散見できる。『スター・ウォーズ』が公開され、大ブームになった時期には、『ドラえもん』の各所に『スター・ウォーズ』にちなんだネタを数多く登場させた（パロディとして描いた「天井うらの宇宙戦争」（姫はアーレ・オッカナ、ロボットはR3-D3、敵はアカンベーダー）の話のほかにも、リザーブマシンで取った映画の席が『スター・ジョーズ』であるなど。SF短編では『ある日……』と『裏町裏通り名画館』に『スター・ウォーズ』のパロディ劇中劇がある）。
1983年に大ヒットした映画『南極物語』を本来南極に住んでいた野生動物の立場から自作の中で暗に非難し（『裏町裏通り名画館』）、『大長編ドラえもん』でも環境保護を早期から唱えていた（『のび太とアニマル惑星』『のび太と雲の王国』）。
子供による、現実と自作の作品世界が混同した無邪気な質問に対しては、夢を壊さないような答えを返している。以下に例を列挙する。
- 武田鉄矢がまだ幼い娘を連れて藤本に会いにいったとき、娘が「ドラえもんはどこにいるの?」と尋ねた。すると藤本は「ドラえもんはね、今テレビ局にいるんだよ」と答えた。
- 『ドラえもん』の人気が高かったベトナムを訪れた際、現地の子供が「四次元ポケットを(藤本先生は）持っていないのですか?」という質問をした。それに対し、藤本は「ドラえもんが着けているもののほかに、予備（スペアポケット）があるんだけど、この2つしかないから、僕は持っていないんだよ」と答えた。

作中に登場する女の子には強いこだわりがあり、女の子が登場しただけで単行本に収録する際、加筆修正を何重にも行うこともある（『21エモン』でのルナ登場シーンや、『エスパー魔美』のヌードシーンなど）。特に『ドラえもん』のアニメ化の際、しずかについての作画には多く注文した。
自作のアニメーション化の制作には、細かいチェックや要望などは特に行わなかったとされているが、代表作の『ドラえもん』については、さまざまなエピソードが残されている。帯番組時代は作画の不安定さに苦言を呈し、また原作のストック不足から製作されたアニメオリジナルエピソードの質の悪さに激怒し、健康状態の問題から新作の提供が困難になった90年代までアニメオリジナルエピソードの製作を認めなかった。1985年には自ら出向いてアニメ用デザインの製作に加わった。元シンエイ動画社長の楠部三吉郎は、映画『ドラえもん』公開後のミーティングでも決まって「面白かったですね」としか言わなかったが、シンエイ動画版『ドラえもん』が始まって少し経ったころに「私のキャラクターでお願いします」と言われたことと、『ドラえもん のび太の大魔境』完成後に「作品の出来はいいと思う」が「私の世界を理解していただいていない。監督を変えてもらえないか」と言われたことの2度（いずれも楠部との差し向かい）、アニメ版の内容について「叱られた」と記している。武田鉄矢の歌にもこだわりを持っていたらしく、映画大長編のエンディングテーマをずっと担当していた武田の降板を製作側から持ちかけられたときには強く拒絶したことが『ドラえもん大全集』にて武田本人により明かされている。また武田本人から降板の申し出があった際も慰留にこれ務め、最終的に武田が降板を撤回したという挿話もある。最初の映画『ドラえもん のび太の恐竜』に客が入るのか不安で、公開前日に映画館の向かいのホテルに宿を取ったと大山のぶ代は記している。
晩年、小学館の児童向け学習雑誌や『コロコロコミック』などに作品が掲載される際には、「マンガの王様」というクレジットがあった。
初の専属アシスタントとして、『まいっちんぐマチコ先生』で知られるえびはら武司がいる。むぎわらしんたろう（萩原伸一）もアシスタントとして晩年の藤本を支え、一緒に劇を見たり途中で蕎麦を食べるなどとかなり親密な関係だった。また、むぎわらが描いた漫画に細かい部分まで指導を行ったり、『ドラえもん』単行本の表紙を任せるなど、後進としても目をかけていた。
『ドラえもん』のジャイ子（ジャイアンの妹）があだ名のままで本名が明かされなかったのは、ジャイ子の本名を明かすと同じ名前の女の子が学校でいじめられるかもしれないと配慮したためである。これは藤子の死後、2006年2月19日放送のテレビ朝日系『〜ドラえもん誕生物語 藤子・F・不二雄からの手紙〜』にて関係者が告白したことにより初めて明らかになったもので、それまでは「藤子は『（ジャイ子の本名は）そのうち漫画の中で書きますよ』と答えていたが、結局書かれることがなかっただけ」と説明されていた。藤子は生前、自分の子供たちに「友達がジャイ子に似ているからと言ってからかってはいけないよ」と注意していたという。
スネ夫の弟スネツグは連載初期には登場させていたものの、次第に藤子がスネツグの存在を忘れてしまい、スネ夫は一人っ子と設定された。苦肉の策として、スネ夫に弟はいるが養子に出たというエピソードが描かれている。

### 性格・趣味など
社交的でテレビ出演やエッセイ執筆、ゴルフなどもこなす安孫子とは対照的に、こつこつとマンガ執筆に専心していた。ゴルフは個人的にたしなんでいたが、自他ともに認める「下手の横好き」であったといい、晩年に執筆した作品の『未来の想い出』ではゴルフが下手くそな自身をモデルにした納戸理人が「藤子・F・不二雄（名前だけの登場）の方が下手だぞ!」と話す場面がある。
酒は宴席などでは飲まないことが多かった。この点について楠部三吉郎は、宴席の場ではお互い緊張することになったと述べている。酒類がまったく飲めないわけではなく、自宅でブランデーを飲んでいる姿を見たとアシスタントのさとうかずひろが証言している。
ベレー帽とパイプがトレードマークであり、作中に登場する本人の似顔絵にも描かれている。ベレー帽をかぶるきっかけを作った人物は、同じくベレー帽をトレードマークとする手塚治虫ではなく、相棒の安孫子である。ある日、安孫子は知り合いからベレー帽をもらったが、あまりかぶる気にはならなかったため、それをそのまま藤本に譲った。以来、彼のトレードマークになった。なお藤本は「安孫子のほうがおしゃれだから、僕より似合ったはず」と思っていたそうである。パイプについては、執筆中に撮影された写真でもくわえているものがあったが、癌を発症した晩年に医者から禁煙を命じられ、禁煙パイポを使っていたこともあった。仕事場ではベレー帽をかぶり、パイプ煙草を吹かしながら黙々と机に向かうのが日課であった。一方でベレー帽は普段は着用せず取材のときだけかぶっていたとの証言もある。
野球好きで、近鉄バファローズファンであった（『小学四年生』1971年（昭和46年）1月号で読者の質問に回答）。また鉄道ファンでもあり、鉄道模型が趣味の一つ。1983年（昭和58年）にはテレビ番組『ドラえもん・ヨーロッパ鉄道の旅』にキャラクターと共演している。また鉄道、鉄道模型、SLなどを題材にした作品も多数存在する（SF短編『四畳半SL旅行』、『ドラえもん』「SLえんとつ」「のび太の模型鉄道」「天の川鉄道乗車券」、『ポコニャン』「ダイナミックもけい鉄道」など）。
カメラ撮影やジオラマ制作なども趣味であり、ドラえもんのひみつ道具には数多くのカメラが登場するほか、ジオラマ制作について事細かに極意を解いたマニアックな話も登場する。藤本は、ひみつ道具のアイディアをひねり出すヒントの一つに「自分の好きなものをモチーフにする」というのがあり、その一例としてカメラを採り上げていた。そのほか、特撮、プラモデル、ラジコンなどホビー関連に造詣が深い。
恐竜についての造詣の深さでも知られ、仕事机には始祖鳥の化石のレプリカやティラノサウルスのプラモデル、果てには本物のディプロドクスの尾の骨までが飾られていたという。過去にアシスタントのむぎわらしんたろうが翼竜のイラストのペン入れを行ったところ、一瞥して即座に「腕の関節がおかしい!」と指摘したこともある。恐竜に関する関心の強さは作品の各所にも現れ、ドラえもん大長編第1作『のび太の恐竜』、第8作『のび太と竜の騎士』や本編の各所、『T・Pぼん』、SF短編などでも、恐竜をモチーフにしたエピソードは数多い。小説版『ジュラシック・パーク』の推薦文を執筆し、その映画化に際しても喜びを表明した。
西部劇やガンマンにも関心が強く、それに関した話も少なくない。ドラえもんののび太には射撃の才能があるエピソードが多く描かれており、またドラミとタッグを組んだ後期の話（単行本24巻「ガンファイターのび太」）や『T・Pぼん』やSF短編集（『休日のガンマン』）などで本格的なスタイルのガンマンたちを描いている。安孫子（藤子Ⓐ）、鈴木伸一、つのだじろうとともに8mmカメラで西部劇を撮影したこともある。
落語ファンでもあり、特に古今亭志ん生を好み、ときには落語のネタを自作の中で用いることもあった。
食の面では特に肉を好み、大根だけは苦手だった。いくつかの作品に登場するキャラクター小池さんと同様に、好きな食べ物は「インスタントラーメン（特にチキンラーメン）」であると語っていた。小池さんのモデルである鈴木伸一は、自分よりも藤本の方がずっとラーメン好きだったと語っている。お湯をかけるだけで食べられるという点が「魔法のよう」であると言い、旧スタジオゼロの屋上でインスタントラーメンを食べているグラフが撮影されたこともある。
イタズラ好きで、トキワ荘の住人にたくさんのイタズラをした。赤塚や石森などから仕返しをくらうことも度々だったという。
妻・藤本正子（ふじもと まさこ）と3人の娘（長女・土屋匡美〈つちや まさみ〉、次女・勝又日子〈かつまた じつこ〉、三女・藤本地子〈ふじもと くにこ〉）がいる。娘によれば、藤本は平均睡眠時間4時間という忙しさの中でも、家族と一緒の時間をできるだけ取るように心がけた人だったという。
スタジオゼロの社長を務めたときは、社員数80人を抱える企業に成長していたため、専務が独断で社長専用車として中古のリンカーン・コンチネンタルを購入し、お抱えの運転手も雇った。しかし、小田急での電車通勤に慣れた藤本は驚き、送迎を辞退したため、運転手はすぐに辞め、リンカーン・コンチネンタルは年に数回の稼働に留まったという。購入価格は300万円であったが、スタジオゼロ解散時には10分の1の価格で手放している。

### 病歴
上京したころ、当時死亡率第1位だった結核にかかったことがあったが、気力で回復したという。
1986年に検査入院で胃癌が見つかる。藤本に病名は告知されず、安孫子、藤子スタジオのスタッフ、編集者らにも本当の病名は伏せられており、知っているのは藤本の妻の正子だけだったが、後に正子は「あれだけ本を読んでいた人ですから、自分がガンであることはわかっていたように思います。けれど、彼は最後まで何も言いませんでした」と語っている。藤本は自分の病状の重さについて仕事の関係者にはまったく話さなかった。藤本はこれ以降、何かと体調を崩すようになっていた。
1991年には肝臓癌が見つかり、当時『コロコロコミック』で連載していた大長編ドラえもん作品「のび太と雲の王国」が中断し、藤子プロによる絵物語（ビジュアルストーリー）を掲載する事態となった。

## 手塚治虫との関係
藤本は安孫子と同様、手塚治虫の『新寶島』（1947年）に強い衝撃を受け漫画家を本格的に志し、生涯を通じて手塚を最大の師と尊敬し続けた。
藤本と安孫子がはじめて読んだ手塚作品は『マァチャンの日記帳』（1946年）、藤本が中学時代に衝撃を受けた手塚作品として頻繁に語っているのは『地底国の怪人』（1948年）である。
中学から高校時代の藤本は、安孫子と頻繁に書店を訪ね、刊行されたばかりの手塚作品の初版本をほぼすべて買い集めていた。また藤本は手塚の漫画を感激のあまり誰彼となく見せて歩き、必ず相手が読み終わるまでそばにいて反応を見ていた。ただし期待通りに相手が面白がってくれないと「こいつ鈍いんじゃないのか」と不満だったという。
藤本は15歳のときに手塚にファンレターを出し、その返事が16歳のとき（1950年3月18日）に届いた。そのハガキには「しっかりしたタッチで将来がたのしみです」と手塚の直筆で書かれており、ますますファンになったという。藤本はそのハガキを生涯大事に保管した。藤子・F・不二雄ミュージアムの設立後は、同施設にて管理されている（複製品を展示）。
高校卒業後はいったん就職することに決めるが、漫画家への夢を諦めたわけではなかった。卒業式を終えた後の春休みに、藤本と安孫子は手塚治虫に会うために宝塚を訪れた。藤本は高校を卒業して漫画家としてやっていけるか不安だったが（藤本と安孫子は当時、プロデビュー作『天使の玉ちゃん』を連載中だった）、手塚から「君たちならやっていけると思う」と言われたことでプロ漫画家として本格的に活動することを決意したという。当時を想起して、藤本は「夢のような声をかけてくれた」と語っている。
宝塚で手塚と初対面した1952年春の時点で、2人が連載中の『天使の玉ちゃん』で使っていたペンネームは「あびこもとお・ふじもとひろし」だった。また、同じ時期にアマチュアとして投稿を行っていた漫画作品で使用していたペンネームは「手塚不二雄」だった。
1952年11月の雜誌デビュー作『西部のどこかで』から1953年7月の描き下ろし単行本『UTOPIA 最後の世界大戦』までは「足塚不二雄」のペンネームを使用した。「手塚不二雄」では気が引けるので「手」を「足」にしたという。上京するまでの藤本と安孫子の漫画作品は、手塚の影響を強く受けた絵柄となっているものが多い。
1954年10月30日に、藤本と安孫子はトキワ荘の14号室に転居した。14号室には直前まで手塚が住んでおり、手塚は2人のためにトキワ荘の敷金3万円を肩代わりし（藤子は2年後に返済）、漫画を描くための机を残した。1955年12月に藤本は隣の15号室に転居するが、それまでの1年強の間は手塚が使っていた机で漫画を描いていたことになる。この机は現在、安孫子の生家の光善寺に保管されている。
その後も藤本は漫画の描き方の本や自伝などで頻繁に手塚作品への特別な思いを述べており、「いつか手塚先生のような壮大な作風にも挑戦してみたい気持ちもある」とも語っていた。
手塚を信奉するあまり、『コロコロ』初代編集長の千葉和治が手塚への批判を漏らすと、千葉を1週間近く事務所に出入りさせなかったという。
1989年（平成元年）に手塚が死去した際、藤本は「『新宝島』が世に出た1947年をもって元号は手塚元年にしたいと思っているほどです」とまで称えた。

## オバQブーム後の苦悩

### 少年サンデー連載とアニメ
『週刊少年サンデー』での連載において、日本中に大ブームを起こした『オバケのQ太郎』（1964年。合作）の後、藤本は同様のヒット作を期待される身となった。『オバケのQ太郎』は漫画、アニメ共にまだ人気だったにもかかわらず、キャラクター商品の売上が落ち着いたことから次回作への切り換えを求められ、漫画連載とアニメ放送が『パーマン』（1966年。藤本メインの合作）に順次切り替わり、『オバケのQ太郎』ほどではなかったが一定の人気を獲得するヒット作となった。アニメ放送は1年ごとに放送タイトルを変更する計画になっており、次作には『怪物くん』（安孫子単独作）が選ばれたため、藤本は藤子不二雄の表看板を担う立場から外れ、『週刊少年サンデー』での次作『21エモン』（1968年）ではテレビ向けを意識せずに自由に筆をふるうことができたが大きな人気は獲得できず連載は終了。その次の連載の『ウメ星デンカ』（『週刊少年サンデー』での連載は1969年2月開始）は『怪物くん』の後を継いでアニメ化されるも、わずか半年で終了してしまう（アニメ放送の詳細は藤子不二雄のアニメ作品を参照）。

### スタジオゼロ社長としての苦悩
藤本が重役を務めるアニメ制作会社スタジオゼロは『パーマン』からアニメ制作の一部を担当し、約80人の社員を擁する大会社に成長。アニメ『怪物くん』が放送開始された1968年4月から藤本は社長を務めていたが、アニメ『ウメ星デンカ』が短期終了した1969年9月で社長を退任。連続アニメの仕事が途絶えたスタジオゼロは、1969年末に実質的に解散する（10人ほどのスタッフを残しCMなどの短い作品を作るアニメスタジオとして存続）。

### 大人向け漫画への挑戦
藤子スタジオもえびはら武司などの一部のアシスタントを除いて、『怪物くん』（1965年）、『黒ィせぇるすまん』（1969年）といったヒット作をはじめ、『ビリ犬』（1968年）、『黒ベエ』、『仮面太郎』、『狂人軍』（1969年）などの多数の連載作を抱えて多忙を極める安孫子の方を中心に手伝うようになった（藤本と安孫子の連載の変遷は藤子不二雄の連載一覧を参照）。
1969年に『週刊少年サンデー』の編集長から「人気キャラクターのゴンスケをサラリーマンにした新連載」を提案されたが、賛同できなかった藤本は「サンデー作家陣から外してもらうほかない」という返事の手紙を送ることとなる。
同年、青年誌の『ビッグコミック』から藤本に執筆依頼が来た。当初、藤本は「自分は児童向け作家だから」と断ったが、編集者の熱心な要望により渋々引き受けることにした。そこで描かれ、9月に発表されたのが短編『ミノタウロスの皿』である。この作品は編集部でも好評であり、「自分にもこんなものが書けるのかという、新しいオモチャを手に入れたような喜びがありました」と語っている。

### 『モジャ公』と『ドラえもん』の誕生
同年8月、『ウメ星デンカ』の『週刊少年サンデー』（小学館）での連載を終了した藤本は、新創刊の週刊少年誌『週刊ぼくらマガジン』（講談社）で『21エモン』の続きを描くことを決意。11月に『モジャ公』の連載を開始した。
同年12月からは小学館の学年誌にて『ドラえもん』の連載を開始。しかし、どちらも不評ではないものの、ヒット作と呼べるほどの人気が得られない状態で、1970年夏に『モジャ公』の連載を終了した。
『ドラえもん』について、藤本は不満げに「もう少し人気が出てもいいのに…」とぼやいていたという。『ドラえもん』は1973年にアニメ化されるも半年で終了。それにともない、編集部やスタジオにも連載終了の雰囲気が漂い始めた。しかし、1974年に発売された単行本全6巻がベストセラーとなり続刊。1978年には累計1,500万部を売り上げ、日本のみならず海外でも話題となる。そして1979年に再びアニメ化。大幅なリニューアルが行われながらも現在まで続く長寿アニメとなる。翌1980年には劇場映画第1作『のび太の恐竜』が公開され、配給収入15億5,000万円を記録する大ヒットとなる。これらの成功により人気は決定的なものとなり、『ドラえもん』は藤本のみならず、日本を代表する国民的作品となった。

## 死去
1996年（平成8年）9月20日、家族が夕飯の準備を告げるといつものように仕事部屋から返事があった。しかし、いつまで経っても食卓にやって来なかったため娘が仕事場へ呼びにいったところ、机に向かったまま意識を失っているところを発見した。『ドラえもん のび太のねじ巻き都市冒険記』の連載第3回を執筆中だったという。そのまま病院に搬送されたが、意識が回復することなく3日後の9月23日午前2時10分、東京都新宿区の慶應義塾大学病院で肝不全のためその生涯を閉じた。62歳没。
自身も以前から先が長くないことを自覚していたようで、『のび太のねじ巻き都市冒険記』の大筋を執筆前に芝山努に教えていたり、死後の自身の作品の行方や、藤子プロの活動などに対して心配を寄せている内容を書いたメモをスタッフに残していた。また、次女の日子が同月に出産を控えており、産まれてくる孫に会えないと自覚していたため、「おまけの金一封」という産まれてきた孫に渡すための出産祝いも事前に用意しており、妻に託していた。その出産祝いは、藤本亡き後、日子と産まれた孫に渡されている。『ドラえもん のび太のねじ巻き都市冒険記』の漫画は萩原伸一（現・むぎわらしんたろう）が執筆を引き継ぎ、藤本の下描きや原案をもとに完成に漕ぎ着けている。
安孫子（藤子不二雄Ⓐ）は仮通夜にて、「気持ちは混乱していまして、正直言って今朝からずっと足ががたがた震えてて、すごく残念でしょうがないんです。彼はたいへんな天才だったと思うんですね、僕なんか彼がいたから漫画家になれたようなものでね。すごくピュアな気持ちの男だったんですね」と語った。また、『愛…しりそめし頃に…』の連載中に亡くなったことを受け、追悼として読切作品「さらば友よ」を執筆した。
9月29日に上野寛永寺で挙行された葬儀には多くの人が参列し、出棺の時には「ありがとう弘さん」と大勢の人に見送られた。大山のぶ代は、葬儀のときに「本当のお葬式の日、ドラえもん、のび太君、しずかちゃん、ジャイアン、スネ夫、ママ、パパみんなで先生を送りたいと思います」と涙をこぼしながら語った。その後、遺体は荒川区の町屋斎場にて荼毘に付された。また、同日には追悼特番として『ドラえもん のび太の日本誕生』がテレビ朝日系列で放送された。
なお、訃報に際して、長きにわたって映画ドラえもんシリーズの主題歌を制作していた武田鉄矢は、1996年に公開された『のび太と銀河超特急』を最後に主題歌制作から外れた。

## 作品

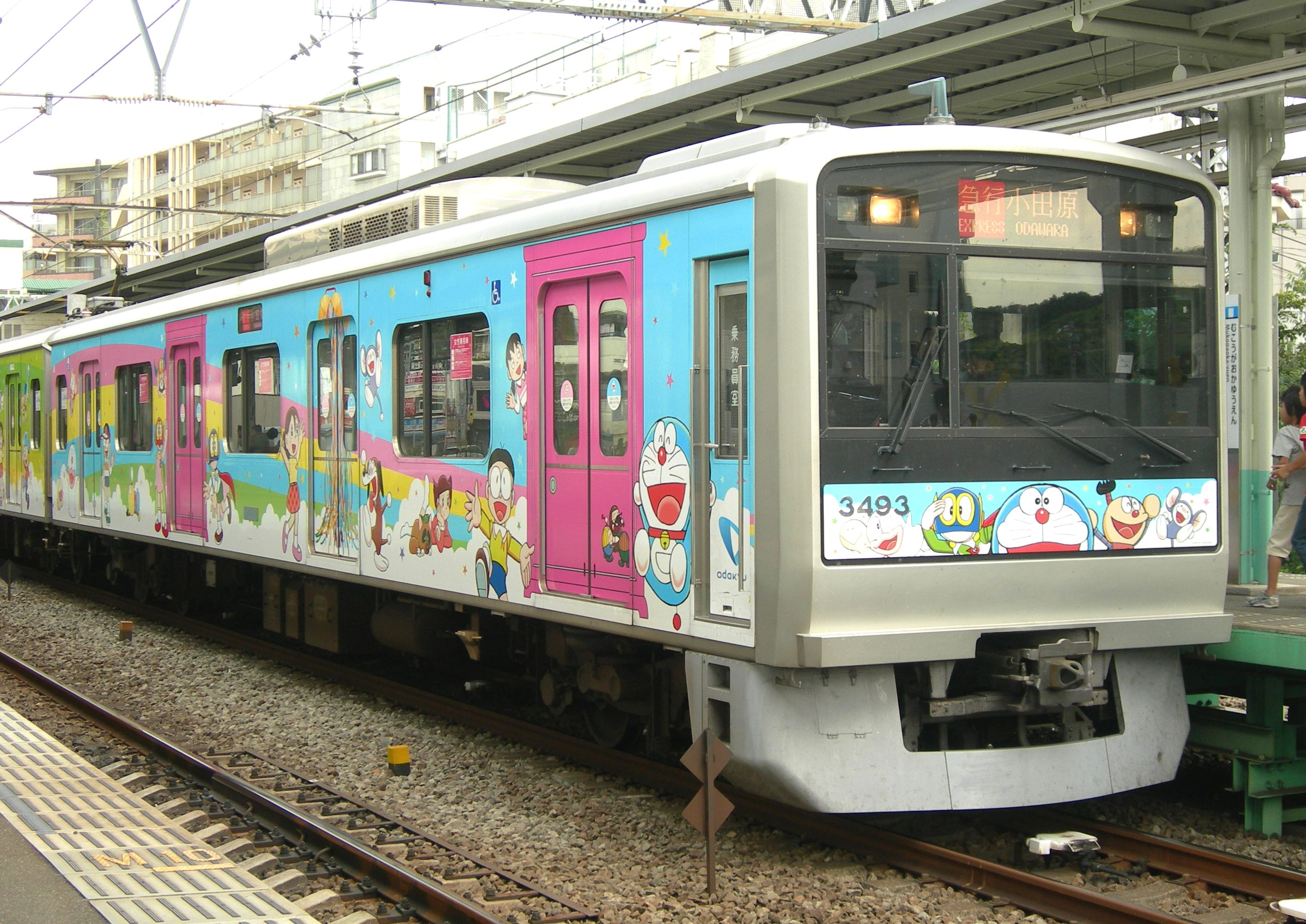
各作品の主力キャラクター（小田急3000形電車）

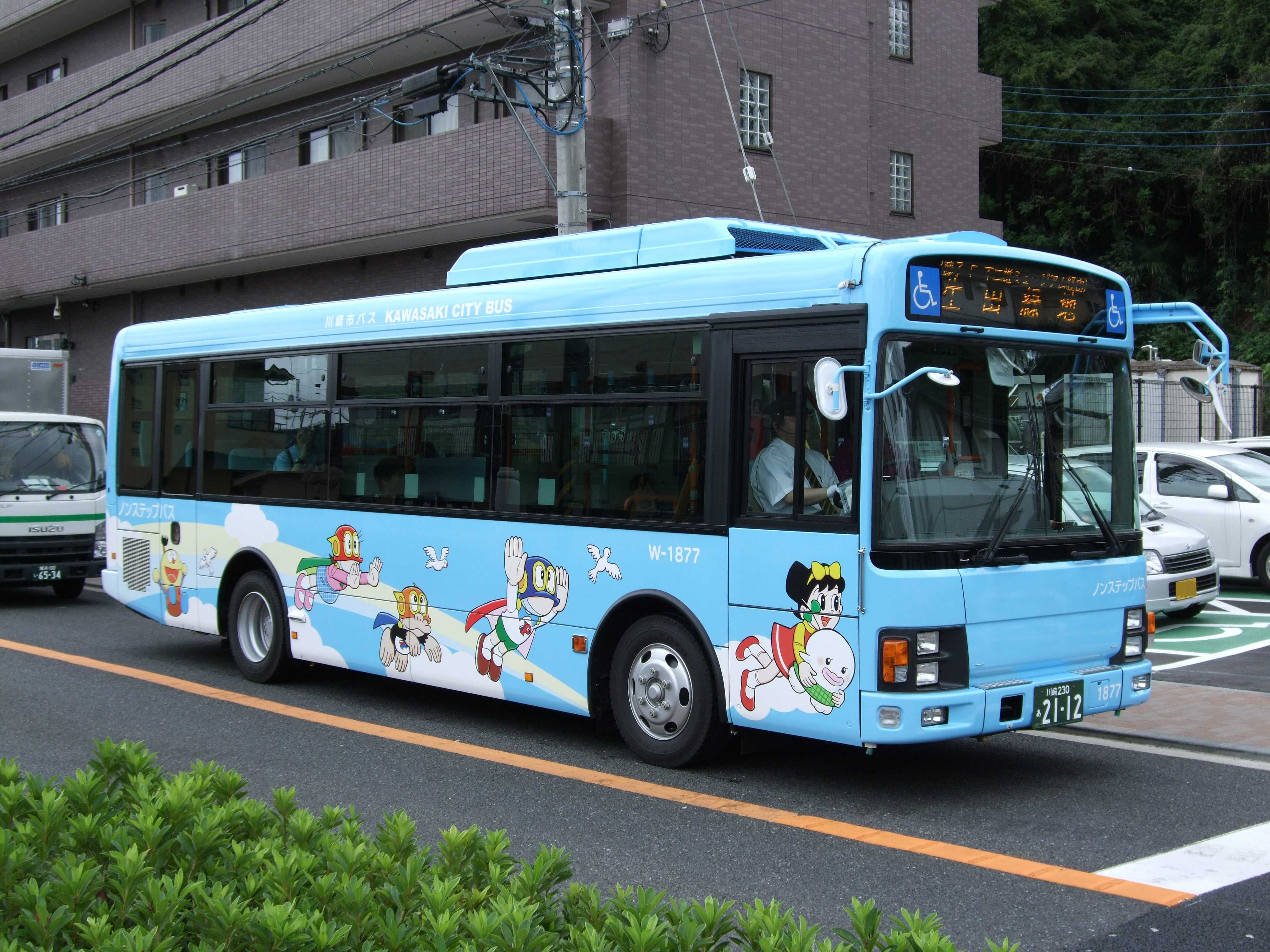
『パーマン』ほか（川崎市バス）

『ドラえもん』（高岡おとぎの森公園）

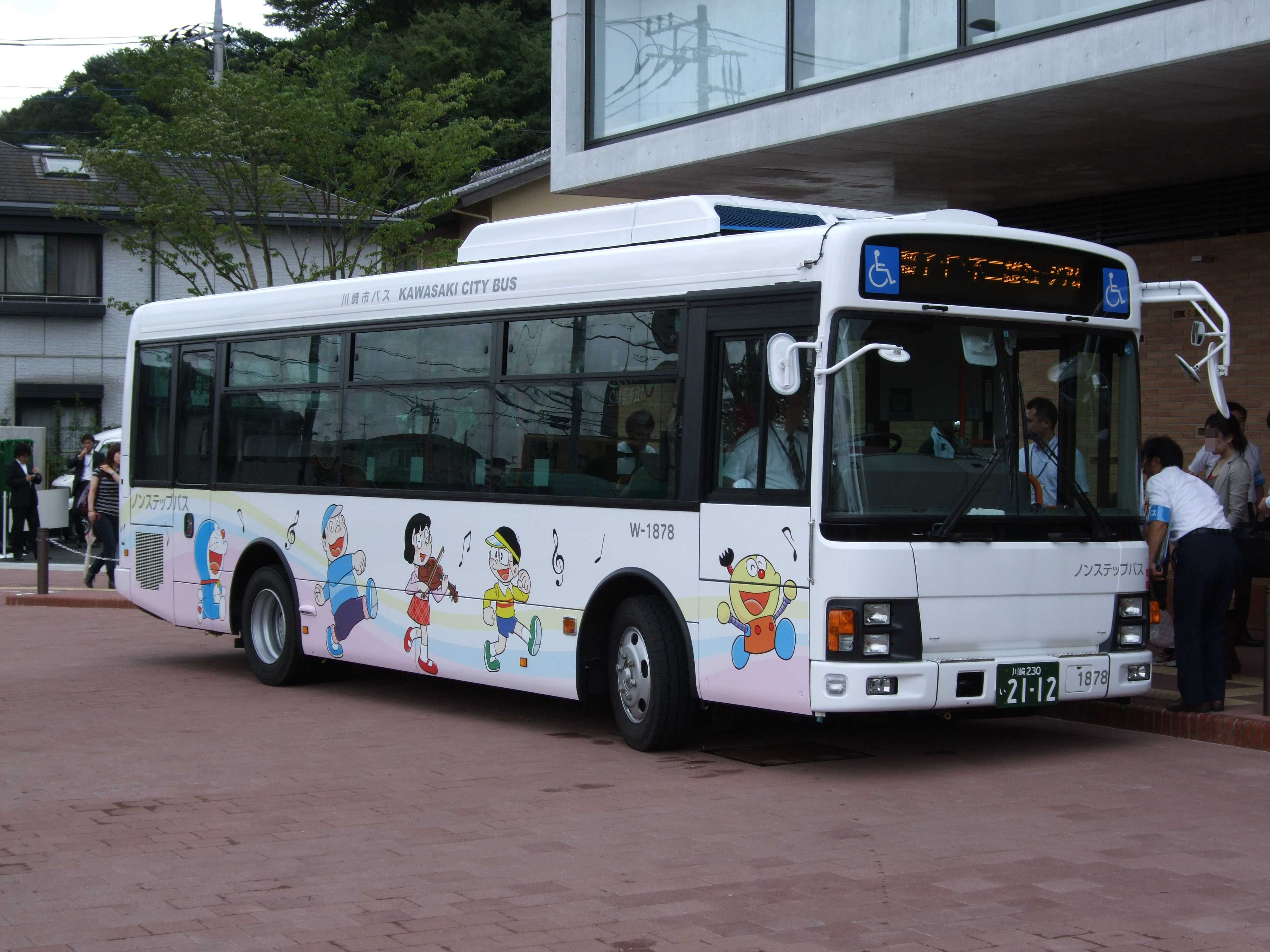
『キテレツ大百科』ほか（川崎市バス）

※「★」印が付いている作品は安孫子素雄との合作。
※括弧内の西暦年は作品の発表年（雑誌等が実際に発売された年）。

### 作品一覧
- 藤子・F・不二雄の著作一覧 - 大全集の「著作一覧」を基にした一覧。未記載の作品が多数ある。
- 藤子不二雄の連載一覧 - 年代順連載一覧。アマチュア時代の作品、独立後藤子Ⓐ単独名義となった合作、安孫子担当作品などを含む。
- 藤子不二雄の読切一覧 - 年代順読切一覧。『少太陽』などのアマチュア時代の作品、独立後藤子Ⓐ単独名義となった合作、安孫子担当作品、コマ漫画、イラストなどを含む。
- 藤子不二雄#藤子不二雄の合作 - 安孫子との合作の一覧。

### 作品の概要
藤子・F・不二雄が生涯描いたまんがの総ページ数は約46000ページ、約3500話である。
小学館の児童向け学習雑誌や『コロコロコミック』で児童向け漫画を描く一方、『ビッグコミック』などで大人向けのSF短篇漫画も多く描いた。
藤本は自身の短編集のタイトルに冠せられる「SF」について、「SUKOSHI FUSHIGIな物語の意味です」と『藤子不二雄SF短編集 第1巻 ひとりぼっちの宇宙戦争』（1983年）のカバーに記載している。『愛蔵版 藤子不二雄SF全短篇 第1巻』（1987年）のまえがきでは「SFといっても、（中略）どっちかと言えばF（フィクション）の部分に重点が置かれ、S（サイエンス）についてはかなり弱いのです」「SF風現代アラビアンナイトとでも受け取っていただければ幸いです」と述べている。収録されている短編の中にはサイエンス要素が薄いものや、サイエンス要素がまったくないものも含まれることから、書名内の「SF」を「サイエンス・フィクション」と捉えないように注意をうながすための記述だといえる。
藤本の短編作は1つの突飛なアイデアを発端にして描かれた「アイデアSF」と呼ばれるタイプのものが多い。日常の中に非日常が飛び込んでくる内容の作品もその一種である。その一方で、ハードなサイエンス・フィクションの流れを汲む作品も多数あり、作風はバラエティに富んでいる。
幼年漫画では愛玩動物的なキャラクター性のある不思議な能力を持った主人公と一緒に暮らす冴えない少年、ヒロインの少女1名、そしてケンカの強いガキ大将とその腰巾着という設定が多い。
異なる作品同士の作中の世界がリンクしていることもあり、キャラクターが越境して別作品に登場したり、作品の後日談や前史が別作品で語られることもある。その詳細は作品別のリンク先で記す。

### アマチュア時代

#### 肉筆回覧誌
- RING（1948年）★
- 少太陽（1950年 - 1951年）★

#### 投稿作品
藤本は高校時代、安孫子とともに『漫画少年』『北日本新聞』『キング』『アサヒグラフ』などにコマ漫画の投稿を行っていた。当初、投稿は2人別々に行っていたが、1950年の末には大人漫画の投稿を「手塚不二雄」という同一のペンネームで行うことを決め、コマ漫画の投稿は次第に同一ペンネームでの投稿のみに移行していった。以下の藤本の投稿作品の一部のリストを見ると、『漫画少年』への投稿のみ本名を使い続け、他の媒体では「手塚不二雄」に移行したことが分かる（例外は『死なばもろとも』。詳細とさらに多くの作品のタイトルは藤子不二雄#1950を参照）。
1950年　※すべて藤本弘名義。
- 2月：こんな子供に誰がした（北日本新聞、4コマ）
- 3月：種まき奇談（漫画少年、2頁）
- 3月：ああ無情（北日本新聞、4コマ）
- 4月：花咲爺さんの嘆き（北日本新聞、4コマ）
- 4月：幼児の心理（北日本新聞、4コマ）
- 5月：時の記念日（漫画少年、4コマ）
- 6月：りんきおうへん（北日本新聞、4コマ）
- 6月：スピード興業（北日本新聞、4コマ）
- 7月：ダンゴ仙人とたなばた（漫画少年、4コマ）
- 7月：諸行無常（北日本新聞、4コマ）
- 7月：コロコロマダム（北日本新聞、3コマ）
- 8月：奇禍（北日本新聞、4コマ）
- 9月：はかられたか!（漫画少年、4コマ）
- 9月：サンドウィッチマン（北日本新聞、4コマ）

1951年
- 1月：かるたとり（週刊市民新聞　一月新春号、4コマ） ※藤本弘名義。
- 4月：ギョッ（サンデー毎日、4コマ） ※手塚不二雄名義。
- 5月：利口すぎらァ（漫画少年、4コマ） ※藤本弘名義。
- 6月：天狗昇トビキリ（キング、4コマ） ※手塚不二雄名義。
- 7月：大奇術（キング、4コマ） ※手塚不二雄名義。
- 7月：死なばもろとも（北日本新聞、1コマ） ※藤本弘名義。
- 7月：公正取引（北日本新聞、4コマ） ※手塚不二雄名義。
- 9月：遠近法（漫画少年、1コマ） ※藤本弘名義。

1952年
- 3月：遺作（アサヒグラフ、4コマ） ※牛塚不二雄名義。

#### 未発表作
- ベン・ハー（1951 - 1952、1953年）

### プロ時代

#### ギャグ、コメディ
- 天使の玉ちゃん（1951年 - 1952年）★
- てぶくろてっちゃん（1960年 - 1963年、1966年★）
- すすめロボケット（1962年 - 1965年）
- パーマン（1966年 - 1968年★、1983年 - 1986年）
- ウメ星デンカ（1968年 - 1970年）
- ベラボー（1968年 - 1969年）
- ドラえもん（1969年 - 1997年）
- ポコニャン（1970年 - 1974年、1975年 - 1978年）
- ドビンソン漂流記（1971年 - 1972年）
- ジャングル黒べえ（1973年）
- パジャママン（1973年 - 1974年）
- キテレツ大百科[44]（1974年 - 1977年）
- ぞうくんとりすちゃん（1974年、絵本作品）
- みきおとミキオ（1974年 - 1975年）
- モッコロくん（1974年 - 1975年）
- バケルくん（1974年 - 1976年、1984年）
- 4じげんぼうPポコ（1975年 - 1976年）
- Uボー（1976年 - 1979年）
- バウバウ大臣（1976年）
- きゃぷてんボン（1976年）
- エスパー魔美（1976年 - 1983年）
- 宙ポコ（1983年）
- 宙犬トッピ（1984年）
- チンプイ（1985年 - 1991年）

#### SF
- 四万年漂流（1953年）★
- 21エモン（1967年 - 1969年）
- モジャ公（1969年）
- 中年スーパーマン左江内氏（1977年 - 1978年）
- T・Pぼん（タイムパトロールぼん）（1978年 - 1979年、1980年 - 1983年、1984年 - 1986年）
- ミラ・クル・1（1979年）
- 大長編ドラえもん（1979年 - 1997年）
- 未来の想い出（1991年）

#### 劇画
- 劇画・オバQ（1973年）

など多数

#### SF短編
1968年（昭和43年）から1995年（平成7年）にかけて、112作のSF短編読み切りを発表。

### 漫画以外の著書
- 藤子・F・不二雄の異説クラブ
- 「藤子・F・不二雄の発想術」2014年、小学館新書

### 作詞
藤子不二雄時代のこの他の作詞曲は 藤子不二雄#作詞 を参照。

#### 映像化作品への提供
- 『ドラえもん(1979)』
  - ぼくドラえもん（作詞：藤子不二雄、作曲：菊池俊輔）
  - ぼくドラえもん2112（作詞：藤子・F・不二雄、作曲：菊池俊輔）
- 『ポストの中の明日(1990)』
  - 明日が見えたら（作曲：菊池俊輔）
- 『ポコニャン！(1994)』
  - ポコニャラ音頭（作曲：宮原恵太）

#### その他
- ナルケマ・レバンガ・カピカッピ（作曲：松原幸広）[45]

### その他の仕事
- 鉄腕アトム第34話「ミドロヶ沼の巻」 - 原画マンとして携わる[46]。
- 『ジェイムスン教授シリーズ』 - 邦訳版イラスト[47][48][49]
  - (1)『二重太陽系死の呼び声』[50]
  - (2)『放浪惑星骸骨の洞窟』[51]
  - (3)『惑星ゾルの王女』[52]
  - (4)『双子惑星恐怖の遠心宇宙船』
- こちら葛飾区亀有公園前派出所 - 単行本80巻の巻末コメントに寄稿

出典：

## 出演
藤子・F・不二雄本人によるメディア出演。
藤子不二雄時代の2人での出演は 藤子不二雄#登場作品 を参照。
劇場映画
- 未来の想い出 Last Christmas（1992年） - 占い師役で出演。
- 2112年 ドラえもん誕生（1995年） - ナレーション。

ビデオ映画
- 空想科学任侠伝 極道忍者ドス竜（1990年） - 永井豪第1回監督作品。暴力団幹部役で出演[53]。

テレビ
- ウゴウゴルーガ（1993年5月24日 - 28日） - 番組内コーナー「おしえて!えらいひと」にて登場。
- ドラえもん 放送14周年特番（1993年9月9日） - 藤子・F・不二雄がアニメのキャラクターと話をするという珍しいシチュエーションがとられた。
- 天才てれびくん（1994年11月7日） - 藤子・F・不二雄についてのインタビュー。2013年1月3日には一部だけダイジェスト版が流された。

## 登場作品
藤本弘が登場する作品。
藤子不二雄時代の2人での登場は 藤子不二雄#登場する作品 を参照。
テレビドラマ
- ザ・ライバル「少年サンデー・少年マガジン物語」 - NHK総合にて2009年に放送、ドラマ部分で蝦名清一が30歳頃を演じる。

映画
- 2112年 ドラえもん誕生 - 米谷良知監督、1995年（平成7年）。声優：矢田稔 （本人もナレーションとして出演）。

## 作画スタッフ
※1988年の独立後の作画スタッフ。
- むぎわらしんたろう（萩原伸一） - 1988年入社。1993年チーフ。2000年退社。
- 岡田康則 - 1998年入社（藤本の没後）。

## 関連図書
- 藤子・F・不二雄ファンブック F-Trip（2016年9月3日、小学館）
- むぎわら しんたろう:「ドラえもん物語  藤子・F・不二雄先生の背中」、小学館（てんとう虫コミックススペシャル）、ISBN 978-4091424921（2017年8月28日）。